# إيفان وليمز (لاعب كرة قدم)
إيفان وليمز (بالإنجليزية: Evan Williams)‏ (و. 1943  م) هو لاعب ومدرب كرة قدم، من المملكة المتحدة، ولد في دمبارتون، لعب كحارس مرمى.